# Atletismo nos Jogos Olímpicos de Verão de 2008 - Maratona masculina

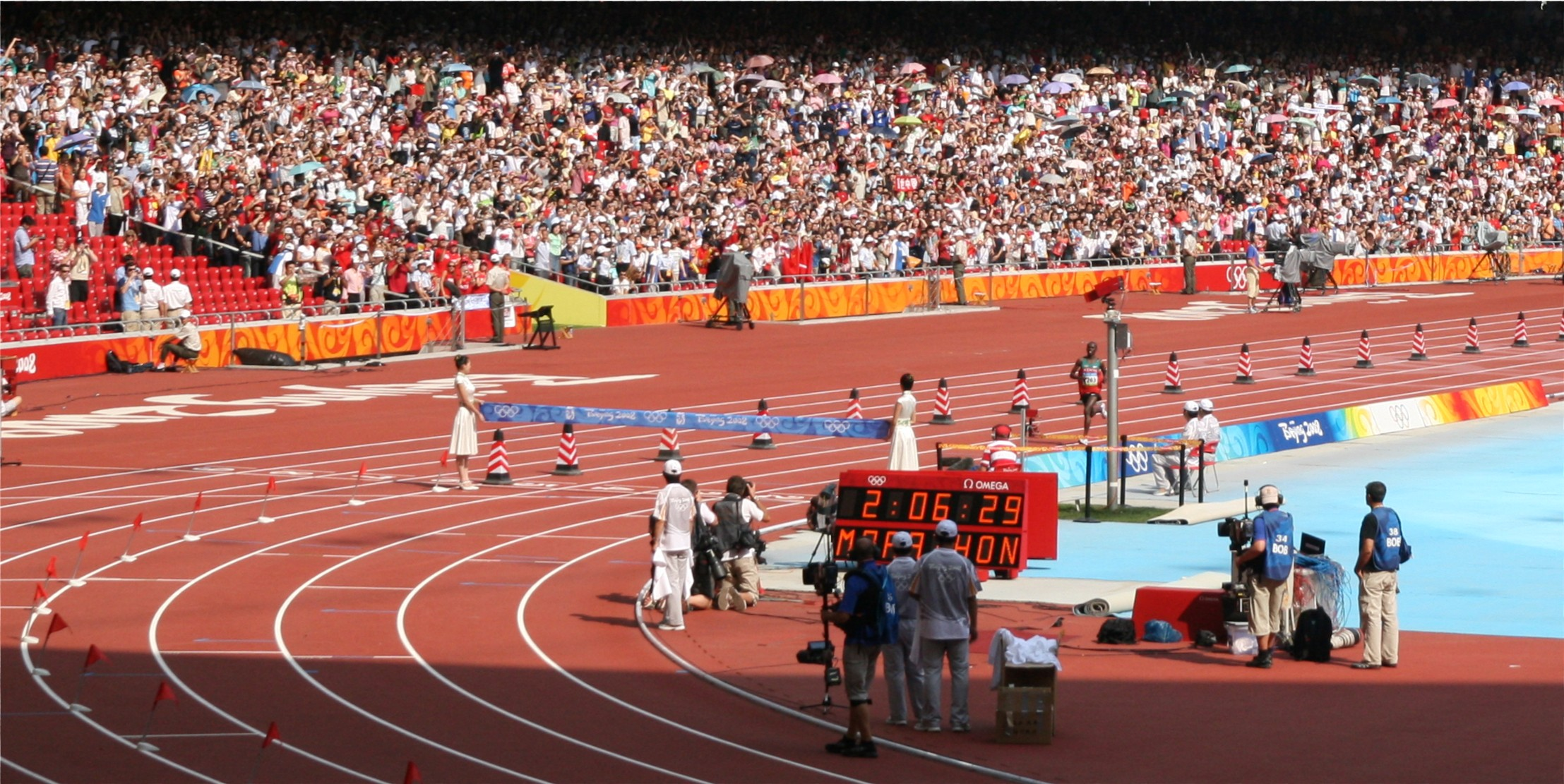
O queniano Samuel Wanjiru prestes a vencer a maratona.

A maratona masculina dos Jogos Olímpicos de Verão de 2008 foi realizada no dia 24 de Agosto.

## Medalhistas
| Ouro   | KEN Samuel Wanjiru |
| Prata  | MAR Jaouad Gharib  |
| Bronze | ETH Tsegay Kebede  |

## Recordes
Antes desta prova, os recordes mundial e olímpico eram:
| Mundial  | ETH Haile Gebrselassie | 2:04:26 | Berlim, Alemanha | 30 de Setembro de 2007 |
| Olímpico | POR Carlos Lopes       | 2:09:21 | Los Angeles, EUA | 12 de Agosto de 1984   |

Após a prova foi estabelecido um novo recorde olímpico:
| Data         | Etapa | Atleta             | Marca   | OR |
| ------------ | ----- | ------------------ | ------- | -- |
| 24 de Agosto | Final | KEN Samuel Wanjiru | 2:06:32 | OR |

## Calendário
| Agosto             | Agosto | 6 | 7 | 8 | 9 | 10 | 11 | 12 | 13 | 14 | 15 | 16 | 17 | 18 | 19 | 20 | 21 | 22 | 23 | 24 |
| ------------------ | ------ | - | - | - | - | -- | -- | -- | -- | -- | -- | -- | -- | -- | -- | -- | -- | -- | -- | -- |
| Maratona masculina |        |   |   |   |   |    |    |    |    |    |    |    |    |    |    |    |    |    |    | F  |

|  | Dia de final |

## Resultados
| #                 | Atleta                        | Tempo     | Notas |
| ----------------- | ----------------------------- | --------- | ----- |
| Medalha de ouro   | KEN Samuel Wanjiru            | 2:06:32   | OR    |
| Medalha de prata  | MAR Jaouad Gharib             | 2:07:16   |       |
| Medalha de bronze | ETH Tsegay Kebede             | 2:10:00   |       |
| 4                 | ETH Deriba Merga              | 2:10:21   |       |
| 5                 | KEN Martin Lel                | 2:10:24   |       |
| 6                 | SUI Viktor Röthlin            | 2:10:35   |       |
| 7                 | ETH Gashaw Asfaw              | 2:10:52   |       |
| 8                 | ERI Yared Asmerom             | 2:11:11   |       |
| 9                 | USA Dathan Ritzenhein         | 2:11:59   |       |
| 10                | USA Ryan Hall                 | 2:12:33   |       |
| 11                | ZIM Mike Fokoroni             | 2:13:17   | PB    |
| 12                | ITA Stefano Baldini           | 2:13:25   |       |
| 13                | JPN Tsuyoshi Ogata            | 2:13:26   | SB    |
| 14                | RUS Grigoriy Andreyev         | 2:13:33   |       |
| 15                | ITA Ruggero Pertile           | 2:13:39   |       |
| 16                | ESP José Manuel Martínez      | 2:14:00   |       |
| 17                | FIN Francis Kirwa             | 2:14:22   |       |
| 18                | KOR Myongseung Lee            | 2:14:37   |       |
| 19                | FIN Janne Holmén              | 2:14:44   |       |
| 20                | MAR Abderrahim Goumri         | 2:15:00   |       |
| 21                | RUS Aleksey Sokolov           | 2:15:57   |       |
| 22                | USA Brian Sell                | 2:16:07   |       |
| 23                | ITA Ottaviano Andriani        | 2:16:10   |       |
| 24                | GBR Dan Robinson              | 2:16:14   |       |
| 25                | CHN Deng Haiyang              | 2:16:17   |       |
| 26                | MAR Abderrahime Bouramdane    | 2:17:42   |       |
| 27                | UKR Vasyl Matviychuk          | 2:17:50   |       |
| 28                | KOR Lee Bong-Ju               | 2:17:56   |       |
| 29                | RUS Oleg Kulkov               | 2:18:11   |       |
| 30                | POR Paulo Gomes               | 2:18:15   |       |
| 31                | UGA Alex Malinga              | 2:18:26   |       |
| 32                | MEX Carlos Cordero            | 2:18:40   |       |
| 33                | PRK Kum-Song Ri               | 2:19:08   |       |
| 34                | POL Henryk Szost              | 2:19:43   |       |
| 35                | GUA José Amado García         | 2:20:15   |       |
| 36                | ERI Yonas Kifle               | 2:20:23   |       |
| 37                | BRN Nasar Sakar Saeed         | 2:20:24   |       |
| 38                | BRA José de Souza             | 2:20:25   |       |
| 39                | NED Kamiel Maase              | 2:20:30   |       |
| 40                | PRK Song-Chol Pak             | 2:21:16   |       |
| 41                | MDA Iaroslav Musinschi        | 2:21:18   |       |
| 42                | PRK Il-Nam Kim                | 2:21:51   |       |
| 43                | COL Juan Carlos Cardona       | 2:21:57   |       |
| 44                | RSA Hendrick Ramaala          | 2:22:43   |       |
| 45                | NEP Arjun Kumar Basnet        | 2:23:09   | PB    |
| 46                | POR Hélder Ornelas            | 2:23:20   |       |
| 47                | MEX Procopio Franco           | 2:23:24   |       |
| 48                | CPV Nelson Cruz               | 2:23:47   |       |
| 49                | CHI Roberto Echeverría        | 2:23:54   |       |
| 50                | KOR Kim Yi-Yong               | 2:23:57   |       |
| 51                | CHN Zhuhong Li                | 2:24:08   |       |
| 52                | MGL Bat-Ochiryn Ser-Od        | 2:24:19   |       |
| 53                | RSA Norman Dlomo              | 2:24:28   |       |
| 54                | POL Arkadiusz Sowa            | 2:24:48   |       |
| 55                | TAN Samson Ramadhani          | 2:25:03   |       |
| 56                | BOT Ndabili Bashingili        | 2:25:11   |       |
| 57                | FRA Simon Munyutu             | 2:25:50   |       |
| 58                | AND Antoni Bernadó            | 2:26:29   |       |
| 59                | TPE Wen-Chien Wu              | 2:26:55   |       |
| 60                | AUS Lee Troop                 | 2:27:17   |       |
| 61                | PER Costantino León           | 2:28:04   |       |
| 62                | MNE Goran Stojiljkovic        | 2:28:14   |       |
| 63                | GUA Alfredo Arévalo           | 2:28:26   |       |
| 64                | QAT Yousf Othman Qader        | 2:28:40   |       |
| 65                | ECU Franklin Tenorio          | 2:29:05   |       |
| 66                | MEX Francisco Bautista        | 2:29:28   |       |
| 67                | SLO Roman Kejžar              | 2:29:37   |       |
| 68                | BDI Joachim Nshimirimana      | 2:29:55   |       |
| 69                | ISR Seteng Ayele              | 2:30:07   |       |
| 70                | KAZ Takhir Mamashayev         | 2:30:26   |       |
| 71                | TUR Abdil Ceylan              | 2:31:43   |       |
| 72                | ESP José Ríos                 | 2:32:35   |       |
| 73                | CAM Hem Bunting               | 2:33:32   |       |
| 74                | LIE Marcel Tschopp            | 2:35:06   |       |
| 75                | EST Pavel Loskutov            | 2:39:01   |       |
| 76                | JPN Atsushi Sato              | 2:41:08   |       |
| DNF               | ERI Tesfayohannes Mesfen      | 9:99:99 ! |       |
| DNF               | ESP Julio Rey                 | 9:99:99 ! |       |
| DNF               | IRL Martin Fagan              | 9:99:99 ! |       |
| DNF               | BRN Al Mustafa Riyadh         | 9:99:99 ! |       |
| DNF               | LBA Ali Mabrouk El Zaidi      | 9:99:99 ! |       |
| DNF               | BRA Marílson dos Santos       | 9:99:99 ! |       |
| DNF               | KEN Luke Kibet                | 9:99:99 ! |       |
| DNF               | BRN Abdulhak Elgorche Zakaria | 9:99:99 ! |       |
| DNF               | VEN Luis Fonseca              | 9:99:99 ! |       |
| DNF               | UKR Oleksandr Sitkovskyy      | 9:99:99 ! |       |
| DNF               | BRA Franck de Almeida         | 9:99:99 ! |       |
| DNF               | BLR Andrei Gordeev            | 9:99:99 ! |       |
| DNF               | ANG João N'Tyamba             | 9:99:99 ! |       |
| DNF               | LES Moses Moeketsi Mosuhli    | 9:99:99 ! |       |
| DNF               | TAN Getuli Bayo               | 9:99:99 ! |       |
| DNF               | QAT Mubarak Hassan Shami      | 9:99:99 ! |       |
| DNF               | LES Simon Tsotang Maine       | 9:99:99 ! |       |
| DNF               | LES Clement Mabothile Lebopo  | 9:99:99 ! |       |
| DNF               | UKR Olexandr Kuzin            | 9:99:99 ! |       |
| DNS               | TAN Mohamed Ikoki Msandeki    | 9:99:99 ! |       |
| DNS               | JPN Satoshi Osaki             | 9:99:99 ! |       |
| DNS               | TLS Augusto Soares            | 9:99:99 ! |       |